# 尤尼弗西蒂森特 (密歇根州)
尤尼弗西蒂森特（英語：University Center）是位於美國密歇根州貝縣法蘭肯拉斯特鎮區及薩吉諾縣科克維爾鎮區的一個非建制地區。

## 地理
尤尼弗西蒂森特所處的海拔為高於海平面181米（即594英呎），而該地所採用的時區為UTC-5，即北美东部時區（EST）。同時該地設有夏令時間，為UTC-5調快一小時，即UTC-4（EDT）。